# Бэмби (премия)
Бэмби (нем. Bambi) — немецкая телевизионная и журналистская премия.
В настоящее время присуждается издательским концерном Hubert Burda Media. Впервые был присуждена в 1948 году и является старейшей немецкой наградой в области средств массовой информации.
Первыми лауреатами «Бэмби» стали Жан Маре и Марика Рёкк, маленькая дочь которой и назвала новый приз именем диснеевского оленёнка. Вначале «Бэмби» выполнялся из белого фарфора, а с 1958 года — из позолоченной бронзы. В настоящее время премия вручается в 19 номинациях — телевидение, культура, классика, лучший национальный и иностранный актёр и актриса, и так далее. Наибольшее количество раз премией «Бэмби» был награждён немецкий актёр Хайнц Рюман (12 наград), Йоханнес Хестерс, австрийцы Петер Александер и Отто Фишер (по 10), Софи Лорен (9) и Мария Шелл (8).
Награждение «Бэмби» с 1948 по 1964 год происходило в Карлсруэ, затем в Берлине и Оффенбурге; в 2003 и 2004 годах — в Гамбурге, в 2007-м — в Дюссельдорфе, в 2008-м — в Оффенбурге, в 2009-м и в 2010 годах состоялась в Потсдаме. В 2011 году церемония награждения премией «Бэмби» происходила в Висбадене.